# Потутори (гміна)
Гміна Потутори — сільська гміна у Бережанському повіті Тернопільського воєводства Другої Речі Посполитої. Адміністративним центром ґміни було село Потутори.
Гміна утворена 1 серпня 1934 року в рамках реформи на підставі нового закону про самоуправління (23 березня 1933 року).
Площа гміни — 138,27 км²

Кількість житлових будинків — 1946

Кількість мешканців — 10715
Нову гміну було створено на основі гмін: Котів, Літятин, Вільховець, Посухів, Потутори, Рибники, Саранчуки, Жовнівка, Тростянець